# Иловлинское городское поселение
Иловлинское городское поселение — городское поселение в Иловлинском районе Волгоградской области.
Административный центр — пгт Иловля.

## Население
| 2009    | 2010    | 2012    | 2013    | 2014    | 2015    | 2016    |
| ------- | ------- | ------- | ------- | ------- | ------- | ------- |
| 12 069  | ↘12 054 | ↘11 998 | ↘11 991 | ↗12 119 | ↗12 136 | ↗12 303 |
| 2017    | 2018    | 2019    | 2020    | 2021    |         |         |
| ↗12 323 | ↗12 470 | ↘12 412 | ↘12 160 | ↘11 404 |         |         |

## Состав городского поселения
| № | Населённый пункт | Тип населённого пункта      | Население |
| - | ---------------- | --------------------------- | --------- |
| 1 | Иловля           | пгт, административный центр | ↘10 555   |
| 2 | Колоцкий         | хутор                       | 257       |
| 3 | Песчанка         | хутор                       | 542       |

## Местное самоуправление
Председатель Думы Иловлинского городского поселения
- Волобуев Владимир Афанасьевич. Дата избрания — 11 октября 2009 года. Срок полномочий — 5 лет

Глава Администрации
- Пушкин Сергей Анатольевич. Дата избрания — 11 октября 2009 года. Срок полномочий — 5 лет